# さがびより
さがびよりは、佐賀県が開発したイネの品種。地方番号は佐賀37号。

## 概要
米の食味ランキングでは「特A」評価を2010年（平成22年）産から連続で得ている佐賀県を代表する米の品種である。

## 歴史
佐賀県農業試験研究センターが「天使の詩」（佐賀27号）と「あいちのかおりSBL」（愛知100号）を交配させ、2009年（平成21年）から本格栽培が始まり2011年に品種登録された。

## 特徴
つや、甘味と香りがよい。米粒が大きいため、しっかりとした食感があるとされる。また、時間がたってもおいしい品種であるとされる。
- 普通期栽培の中生品種
- 耐倒伏性に優れている

## 交配
- 天使の詩 x あいちのかおりSBL[3]

## 作付面積
- 2021年の佐賀県における作付面積の27%を占めてトップである[2]。
- 2024年の佐賀県における作付面積は約6693ヘクタールで、この数値は佐賀県内水稲の約3割を占めており、トップである[7]。

## 米の食味ランキング
- 日本穀物検定協会による米の食味ランキングにおける佐賀県産さがびよりの評価
  - 2010年（平成22年）産〜2023年産（令和5年） - 「特A」[8]